# Bulbophyllum simulacrum
Bulbophyllum simulacrum là một loài phong lan thuộc chi Bulbophyllum.